# Decaisnina sumbawensis
Decaisnina sumbawensis är en tvåhjärtbladig växtart som först beskrevs av Philippe Édouard van Tieghem, och fick sitt nu gällande namn av B.A. Barlow. Decaisnina sumbawensis ingår i släktet Decaisnina och familjen Loranthaceae. Inga underarter finns listade i Catalogue of Life.